# Senecio elmeri
Senecio elmeri là một loài thực vật có hoa trong họ Cúc. Loài này được Piper miêu tả khoa học đầu tiên năm 1899.